# Ордуспор
«Ордуспор» — турецкий футбольный клуб из города Орду, выступающий в Третьей лиге. Основан в 1967 году. Домашние матчи проводит на стадионе «19 сентября», вмещающем 14 527 зрителей. В Суперлиге в общей сложности команда провела 10 сезонов (1975—81, 1983—86, 2011/12). Главным достижением «Ордуспора» является 4-е место в чемпионате в сезоне 1978/79.

## Выступления в еврокубках
| Сезон   | Турнир     | Раунд |                   | Клуб          | Счёт     |
| ------- | ---------- | ----- | ----------------- | ------------- | -------- |
| 1979/80 | Кубок УЕФА | 1R    | Флаг Чехословакии | Баник Острава | 2-0, 0-6 |

- 1R - первый раунд.